# Chelonus gladius
Chelonus gladius är en stekelart som beskrevs av Chen och Ji 2003. Chelonus gladius ingår i släktet Chelonus och familjen bracksteklar. Inga underarter finns listade i Catalogue of Life.